# Acacia craspedocarpa
Acacia craspedocarpa é uma espécie de leguminosa do gênero Acacia, pertencente à família Fabaceae.